# Youssouph Badji
Youssouph Mamadou Badji (Ziguinchor, 20 dicembre 2001) è un calciatore senegalese, attaccante dell'Aarhus.

## Caratteristiche tecniche
È un centravanti.

## Carriera

### Club
Nell'estate del 2020 viene acquistato dal Club Bruges, club campione del Belgio in carica; fa il suo esordio con i nerazzurri giocando da titolare la prima giornata del campionato 2020-2010 (sconfitta casalinga per 1-0 contro il Charleroi). Nel corso della stagione esordisce inoltre anche in Champions League.
Il 30 agosto 2021 viene ceduto in prestito al Brest, club della seconda divisione francese.

### Nazionale
Con la nazionale Under-20 senegalese ha preso parte alla Coppa delle Nazioni Africane Under-20 ed al Campionato mondiale di calcio Under-20 2019.
Nel 2019 ha giocato 3 partite con la nazionale maggiore senegalese.

## Palmarès

### Club

#### Competizioni nazionali
- Campionato belga: 1

Club Bruges: 2020-2021

### Individuale
- Capocannoniere della Coppa delle nazioni africane Under-20: 1

2019 (3 reti)